# ジュエルペット あたっくとらべる!
『ジュエルペット あたっくとらべる！』は、サンリオとセガトイズによるキャラクターであるジュエルペットから派生した日本の劇場用アニメ作品である。
当初は2020年2月7日公開予定としていたが、諸般の事情により延期となり、2022年5月14日にニコニコ生放送で初公開、同年7月27日発売の「『ジュエルペット サンシャイン』＆『ジュエルペット あたっくとらべる！』BD-BOX」に収録された。
当初同時上映であった『ククリレイジュ -三星堆伝奇-』と同様に中国・四川省が舞台となっており、ルビーたちが四川省に修学旅行に行くストーリー。作風は第3作『サンシャイン』に近く、同作のオリジナルキャラクターであるイルカ先生も登場している。
登場人物のうちバスガイドは前述する『ククリレイジュ』の主人公・リィリンに酷似している。また、ツアーコンダクターと運転手は、同じねぎしひろし監督・葦プロダクション制作のアニメ『NG騎士ラムネ&40』の主人公・ラムネスとライバルキャラクターのダ・サイダーに酷似しており、Twitter（当時）などで話題になった。それぞれ声優も元ネタと同一である。

## ストーリー
ルビーたちジュエルペットは、突然イルカ先生と修学旅行に行くことになり、その目的地は中国・四川省。観光バスに乗って四川省に行くことになったが、ルビーの魔法で怪しいツアーコンダクター、バスガイド、バスの運転手が登場した。

## 登場キャラクター
ルビー
声 - 齋藤彩夏
ガーネット
声 - 平野綾
サフィー
声 - ささきのぞみ
ラブラ
声 - 沢城みゆき
ラルド
声 - 土屋真由美
イルカ先生
声 - 岩崎征実
ツアーコンダクター
声 - 草尾毅
運転手
声 - 矢尾一樹
バスガイド
声 - 三宅麻理恵
おサル
声 - 松田利冴
妖精
声 - 上田燿司、松嵜麗

## スタッフ
- 原作 - サンリオ[4]、セガトイズ[4]
- 監督 - ねぎしひろし[4]
- 脚本 - 加藤還一[4]
- 絵コンテ - さとうふみかず（ティーゼロファクトリー）[4]
- 演出 - 中野敬太[4]
- キャラクターデザイン・総作画監督 - 原由美子[4]
- ジュエルペットアニメデザイン - 宮川知子[4]
- メカデザイン - いしはらいくろう[4]
- 美術監督 - 下元智子[4]
- 色彩設計 - 島方亜矢子[4]
- 3DCGディレクター - 佐藤淳也[4]
- 3DCG制作 - ANiMiX[4]
- 音楽 - 西村真吾[4]
- 音響監督 - 阿部秀平[4]
- 音響効果 - 野崎博樹[4]
- 録音スタジオ - studio tronc[4]
- 音響制作：セイバーリンクス[4]
- プロデューサー - 根岸弘[4]、可知秀幸[4]、山岡宏哉（葦プロダクション）[4]
- アニメーション制作 - 葦プロダクション[4]
- 製作 - セイバープロジェクト[4]
- 日本配給会社 - イオンエンターテイメント[4]